# Praktica
Praktica, Пра́ктика — название малоформатных однообъективных зеркальных фотоаппаратов, выпускавшихся в ГДР предприятием VEB Pentacon Dresden. Под этим названием позднее выпускались компактные фотоаппараты и бинокли. В СССР Praktica была единственной маркой зеркальных фотоаппаратов иностранного производства, официально продававшейся через торговую сеть. Фотоаппараты Pentacon Six, рассчитанные на рольфильм, также были доступны, но представляли другой класс техники.

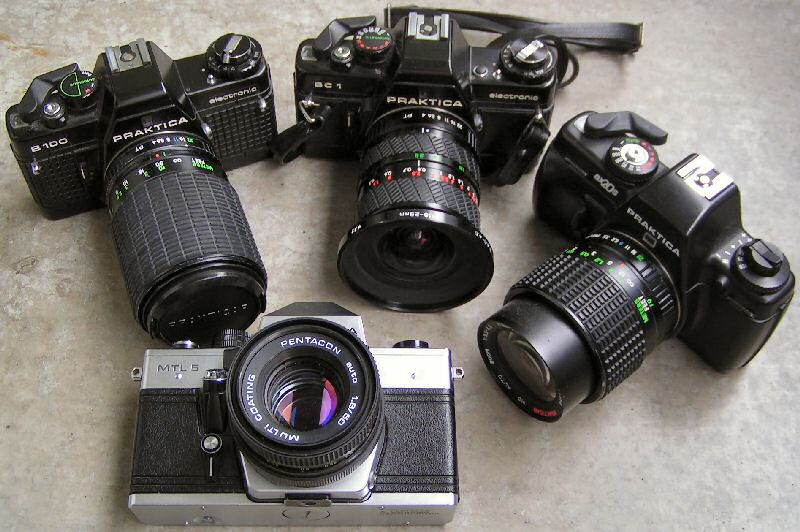
Фотоаппараты «Praktica» разных моделей

Первые три поколения зеркальных «Практик» были рассчитаны на резьбовое крепление объективов М42×1, совпадающее с использовавшимся на советских «Зенитах». В результате к камерам подходил огромный парк сменной оптики, выпущенной советской промышленностью. В 2001 году выпуск зеркальных фотоаппаратов Praktica был прекращён.

## Зеркальные фотоаппараты
Предшественником самой первой «Практики» считается выпускавшийся с 1938 года компанией Kamera-Werkstätten Guthe & Thorsch GmbH («KW») зеркальный Praktiflex, снабжённый нестандартной резьбой М40×1 для крепления сменных объективов. Эта камера считается третьей в мире малоформатной «зеркалкой» после советского «Спорта» и немецкой «Кине-Экзакты». 

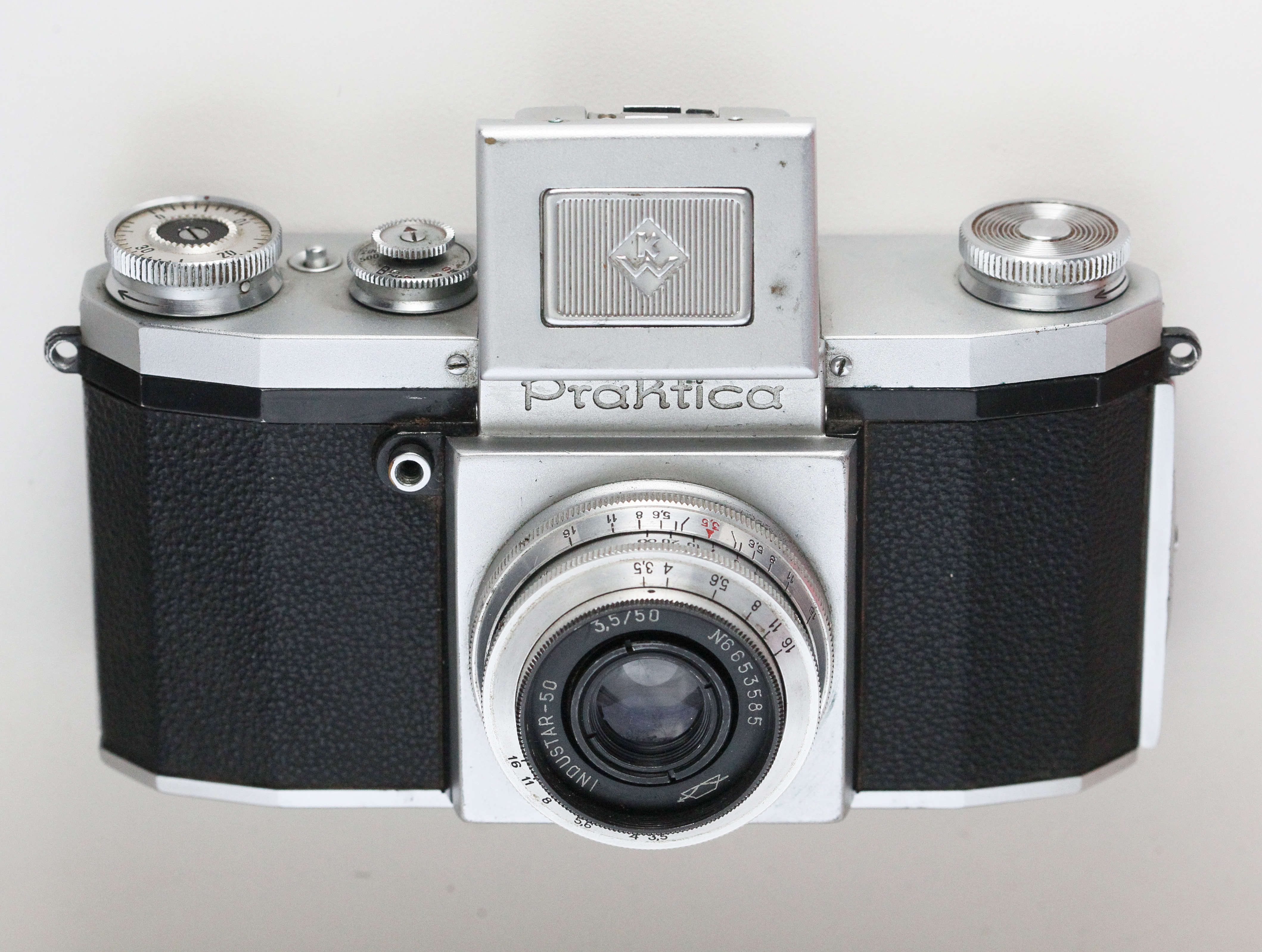
Самая первая Praktica.
Восточная Германия, 1949 год

После оккупации Германии частное предприятие KW национализировано и переименовано в VEB Kamera-Werkstätten Niedersedlitz, работая по заказам советской военной администрации. В 1947 году ей выдано техзадание на новый фотоаппарат с резьбовым креплением оптики М42×1 и диапазоном выдержек от 1/500 до 1/2 секунды. Под руководством конструктора Зигфрида Бёма (нем. Siegfried Böhm) проводится модернизация камеры Praktiflex, выпуск которой начат в 1947 году уже с резьбой М42×1. Бём отказался от примитивного привода зеркала от спусковой кнопки, часто приводившего к затенению части кадра. Сразу после запуска Praktiflex II начинается разработка нового затвора, соответствующего советскому техзаданию, и способного отрабатывать выдержки длиннее 1/25 секунды. Серийное производство Praktiflex III с новым затвором начинается в январе 1949 года, а позднее камера получает название Praktica. Тем не менее, в США, куда камера поставляется наравне с Exakta, название Praktiflex используется до 1954 года.
Главная новинка затвора Praktica заключалась в переключении коротких и длинных выдержек общей головкой, чего не было ни в одной предыдущей конструкции. Дальнейшее совершенствование коснулось получения синхроконтакта, зеркала постоянного визирования и пентапризмы. С момента трансформации «Практифлекса» в «Практику» друг друга сменили два поколения фотоаппаратов, основанных на матерчатом фокальном затворе с горизонтальным движением шторок, типа Leica. Одной из самых известных среди второго поколения Nova стала модель Praktica Super TL, популярная в том числе и в Советском Союзе, где оказалась первым доступным фотоаппаратом с TTL-экспонометром. Более ранняя Praktica Mat получила такой экспонометр первой в Европе. В 1959 году предприятие было поглощено объединением VEB Kamera- und Kinowerke Dresden, которое спустя 5 лет переименовали в VEB Pentacon Dresden.

### Praktina
В 1953 году KW начала выпуск фотоаппаратов семейства Praktina, предназначенных для профессиональной фотографии. С линейкой Praktica новая камера не имела почти ничего общего, кроме логотипа производителя. Для своего времени Praktina стала самой оснащённой «зеркалкой», задав направление остальным разработчикам, в том числе японским. В 1960 году, после объединения с другими народными предприятиями фотопромышленности ГДР, выпуск линейки остановлен из-за дороговизны производства, а освободившиеся мощности задействованы для дальнейшего развития семейства Praktica.

### Семейство L

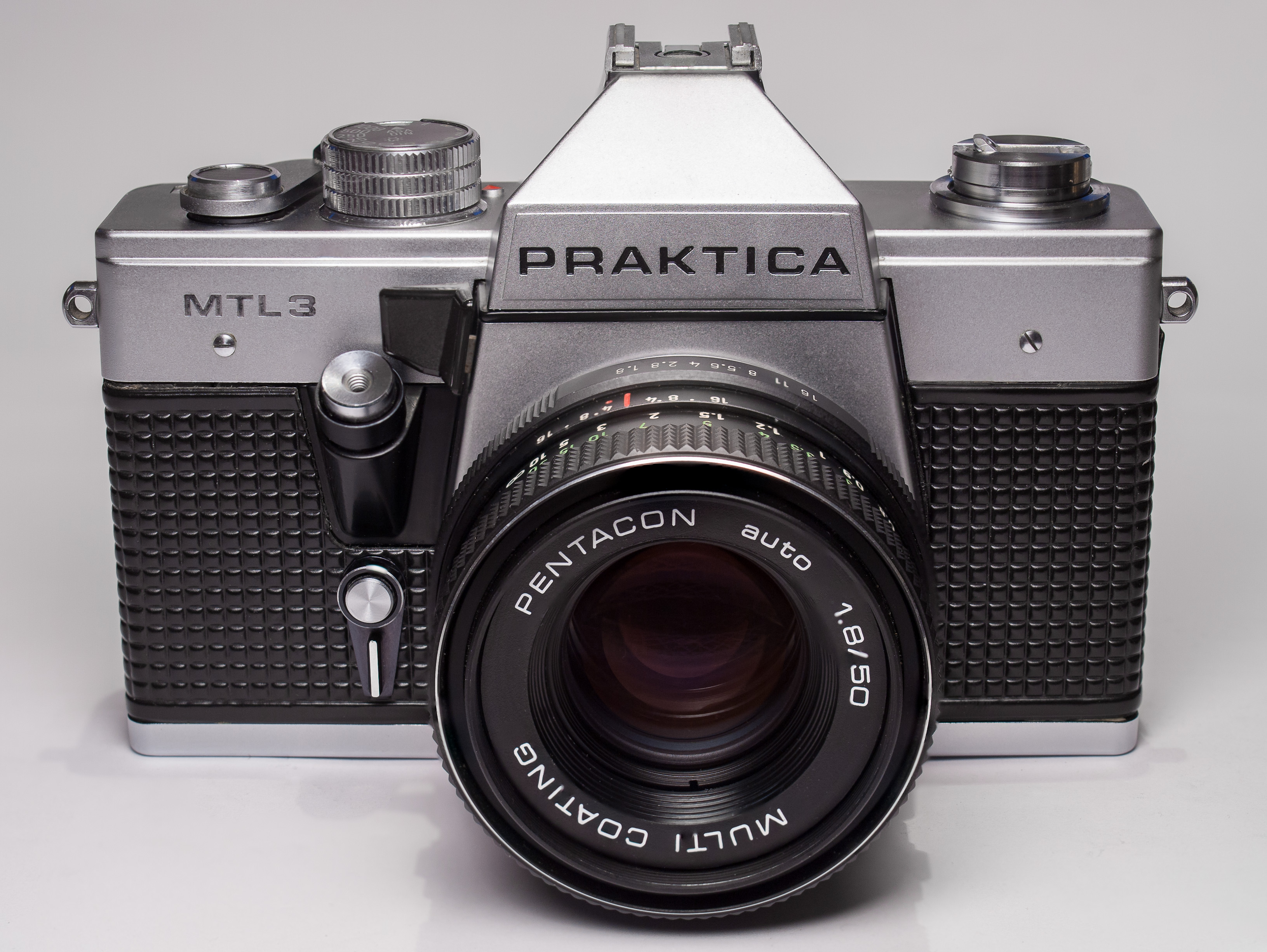
Фотоаппарат Praktica MTL3

Третье поколение зеркальной «Практики» получило новейший ламельный затвор с вертикальным ходом металлических шторок. Такой затвор, разработанный предприятием VEB Pentacon самостоятельно, не уступал японскому аналогу Copal Square, созданному в 1960 году консорциумом 4 компаний. Его конструкция сильно отличалась от японской, а шторки двигались не снизу вверх, а наоборот, и патентные ограничения не нарушались. Он также позволил сократить выдержку синхронизации до 1/125 секунды, обеспечивая «заполняющую» вспышку при дневном освещении. 
Первым в этой серии в 1969 году стал фотоаппарат Praktica L. Всего выпущено более 20 моделей серии «L», среди которых были первые с автоматическим управлением экспозицией и сменными видоискателями. Именно это семейство было наиболее популярным у советских фотографов. Несмотря на различия, все эти модели объединяют затворы одного типа: фокальный с вертикальным движением металлических ламелей вдоль короткой стороны кадра. Последней камерой семейства стала модель MTL-50, выпущенная в 1985 году. 
Буквы в обозначениях модели означают следующее: L — ламельный затвор с металлическими шторками; V — съёмная пентапризма, позволяющая выбирать другие типы видоискателя; P — несъёмная пентапризма; D — светодиодная индикация отклонения экспозиции; TL — заобъективное измерение экспозиции при рабочем значении диафрагмы с приводом от репетира; LC — заобъективное измерение экспозиции при полностью открытой диафрагме с электрической передачей её значения в экспонометр; B — измерение экспозиции внешним сенсором; EE — электронное управление затвором в режиме приоритета диафрагмы с внутренним светоизмерением. Модель Praktica LLC стала первым в мире фотоаппаратом с электрической передачей значения диафрагмы сменных объективов в TTL-экспонометр. Фотоаппарат Praktica VLC оснащался сменными видоискателями и фокусировочными экранами, а встроенный TTL-экспонометр измерял свет через полупрозрачное зеркало.

### Семейство B

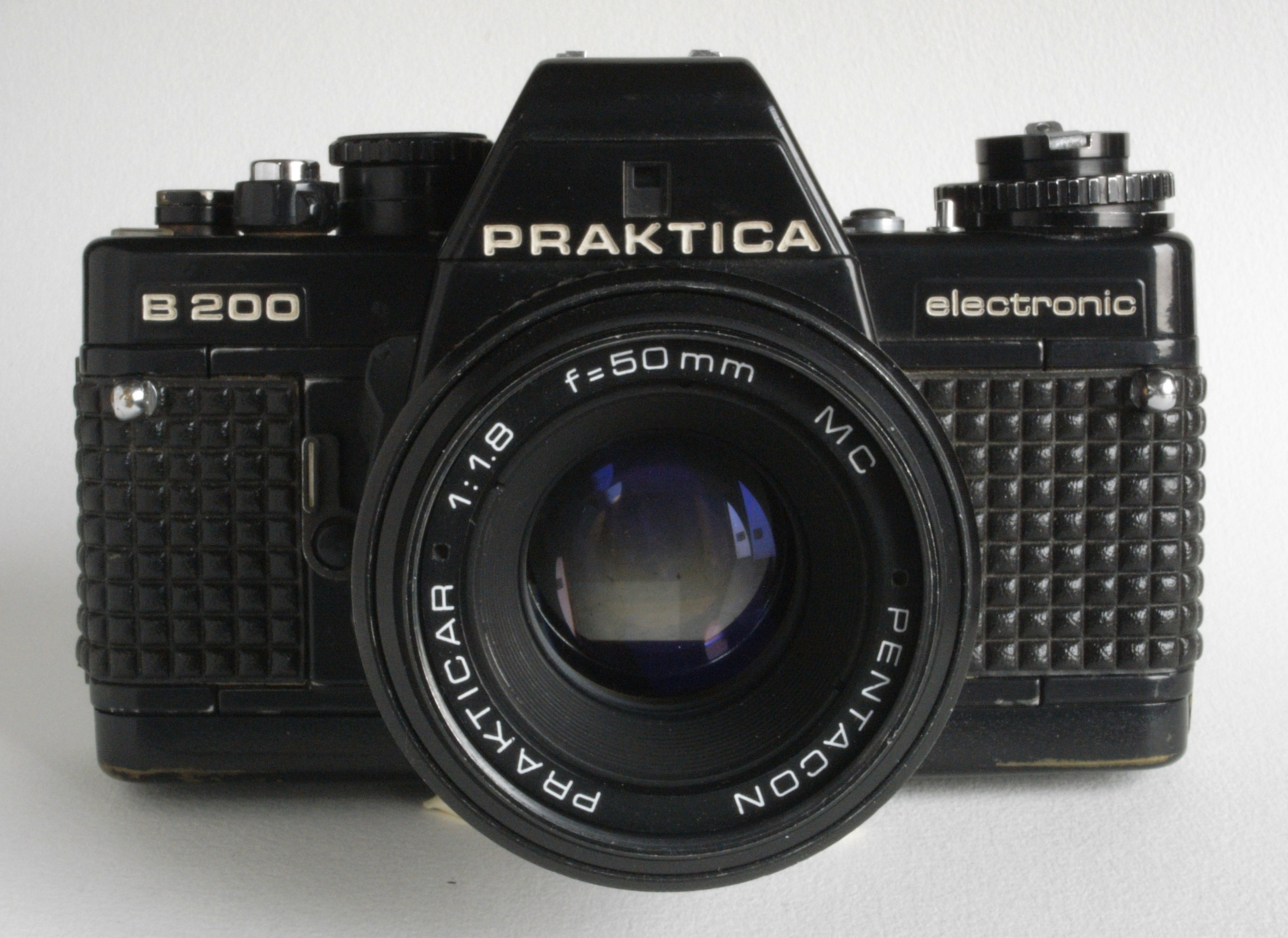
Фотоаппарат Praktica B200

В 1978 году на Лейпцигской ярмарке было представлено четвёртое поколение «Практики», первой моделью которого стала Praktica B200. Главными отличительными чертами новых камер стало использование микроэлектроники на гибких печатных платах и байонетное крепление объективов оригинального стандарта Praktica B, не совместимого ни с одним другим. Буква «B» в названии серии символизирует именно переход от резьбы к байонету, поддерживающему заобъективное измерение при открытой диафрагме за счёт контактов электрической передачи её значения в экспонометр. Электронные компоненты новой камеры закупались за валюту у японской компании NEC.
Для фотоаппаратов этой серии налажен выпуск сменных объективов с фиксированными фокусными расстояниями от 17 до 1000 мм и зумов с суммарным диапазоном от 24 до 500 мм. Кроме объективов Prakticar фирмы VEB Pentacon с таким же байонетом были доступны объективы, выпускавшиеся компаниями Sigma Corporation и Tamron. Семейство стало первым после Praktina, совместимым с приставными электроприводами. По своим возможностям фотоаппараты серии «B» приближались к западным системным аналогам. Техническая сложность новой линейки определяла более высокую стоимость фотоаппаратов, рассчитанных на экспорт за пределы восточного блока.
Для потребителей в ГДР и странах СЭВ продолжали выпускаться более доступные камеры серии «L». Уникальность байонета со временем проявилась в невысоких продажах, поскольку доступный парк объективов был невелик, и найти их было непросто. Чтобы повысить популярность новых камер, было налажено производство адаптера, позволяющего использовать старые резьбовые объективы. В пределах серии «B» выпускались три линейки фотоаппаратов: с неотключаемым приоритетом диафрагмы, только с ручным управлением и с возможностью переключения между автоматикой и ручным выбором экспозиционных параметров. В 1987 году на рынок вышла новая модель Praktica BX20, положившая начало последней серии «BX». Новые «Практики» стали первыми с заобъективным измерением света фотовспышки. Разработчикам пришлось отказаться от устаревшей собственной конструкции затвора в пользу японской системы Copal. Это можно заметить по обратному направлению движения шторок, при срабатывании перемещающихся снизу вверх, как у всех западных аналогов.

### Прекращение выпуска

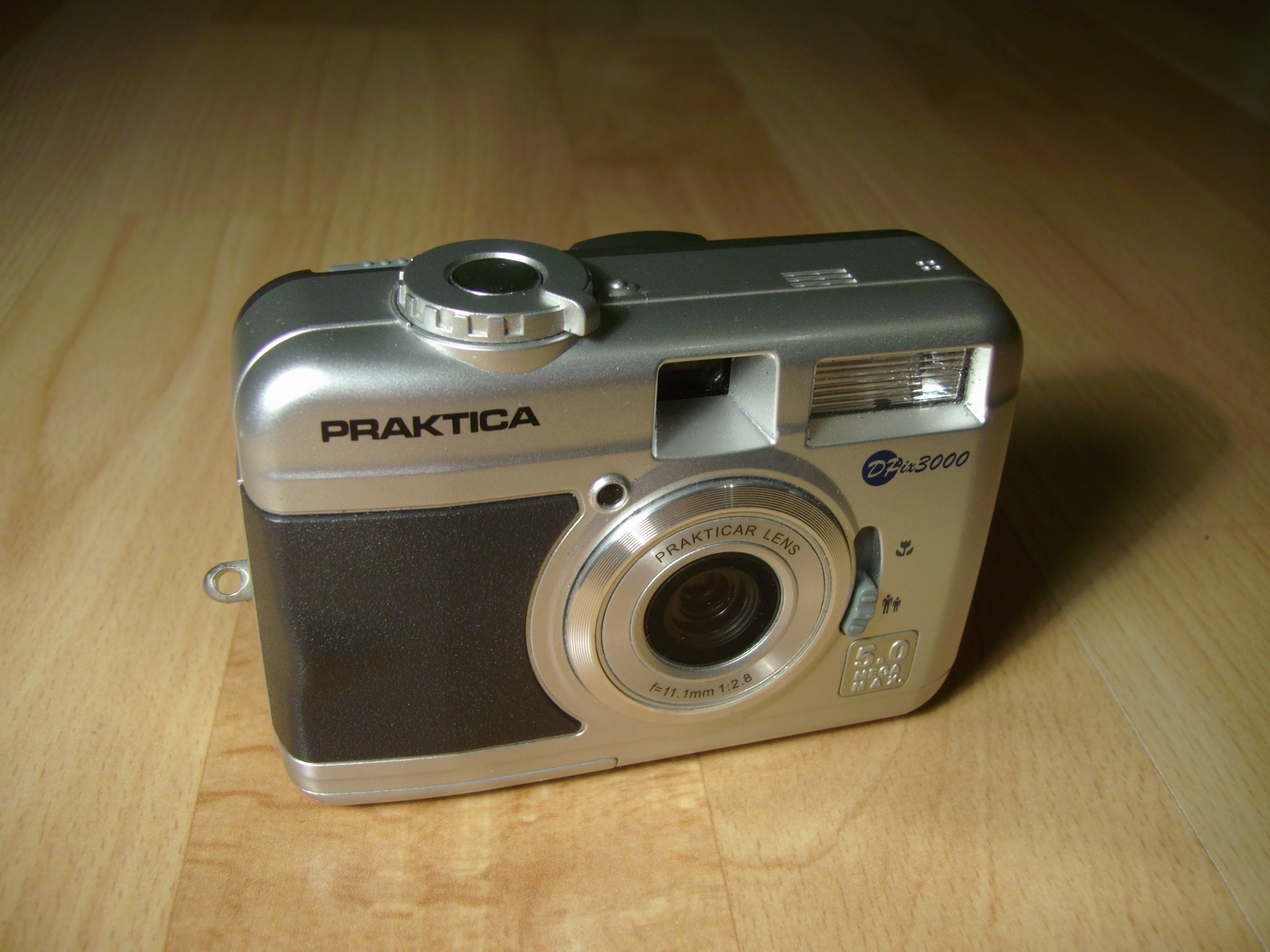
Цифровой компактный фотоаппарат Praktica DPix 3000

Одновременно с презентацией последней модели Praktica BX20s на выставке Photokina 1990 года, было объявлено о преобразовании народного предприятия VEB Pentacon Dresden в частную компанию Pentacon GmbH. Спустя несколько месяцев новое предприятие закрылось из-за финансовых затруднений, и выпуск фотоаппаратуры был приостановлен. После объединения Германии группа компаний Schneider Kreuznach, выкупившая мощности Pentacon, возобновила выпуск фотоаппаратуры под брендом Praktica на тех же производственных мощностях. Некоторое время выпускались модели Praktica BMS и Praktica BCA, а затем производство зеркальной аппаратуры было окончательно свёрнуто, поскольку в условиях открывшегося рынка бывших соцстран, фотоаппараты Praktica оказались неспособны выдержать конкуренцию с японской фототехникой, появившейся в свободной продаже.

## Компактные фотоаппараты
После прекращения выпуска зеркальной аппаратуры, Schneider Kreuznach выпускала под брендом Praktica компактные камеры, рассчитанные на 35-мм фотоплёнку в кассетах тип-135. Известны несколько моделей компактных фотоаппаратов, среди которых Praktica M40, Praktica M45, Praktica P70 AF Super и Praktica Zoom 801 AF. В дальнейшем был налажен выпуск цифровых компактных камер семейства Praktica DPix, а затем Praktica DC. В этой сфере бренд не стал законодателем мод, повторяя конструкцию недорогих японских аналогов. При этом использовались комплектующие других производителей, например Sony. В настоящее время выпускается линейка Praktica Luxmedia. В 2007 году появилась модель Praktica Luxmedia 7403, необычной конструкции: трёхкратный оптический зум за счёт зеркала, установленного под углом 45°, размещён в ультратонком корпусе, толщина которого не превышает 18,5 мм. В настоящее время название Praktica малоизвестно, и о нём помнят только фотографы старшего поколения и коллекционеры.